# راتشيل دودز
راتشيل دودز (بالإنجليزية: Rachael Dodds)‏ هي منافسة ألعاب القوى أسترالية، ولدت في 26 نوفمبر 1994.

## روابط خارجية
- راتشيل دودز على موقع النتائج التاريخية لألعاب القوى الأسترالية (الإنجليزية)
- راتشيل دودز على موقع Paralympic.org (الإنجليزية)